# Aeroportul Municipal Sidney
Aeroportul Municipal Sidney (IATA: SNY, ICAO: KSNY, FAA LID: SNY) este un aeroport din Comitatul Cheyenne, Nebraska, Nebraska, Statele Unite ale Americii ce deservește zona Sidney⁠(d). Aeroportul a fost tranzitat în 2019 de 2 pasageri. A fost numit după zona deservită.
Situat la o altitudine de 1.315 m, aeroportul dispune de 2 piste.

## Infrastructură

### Piste
Aeroportul dispune de 2 piste. Pista 13/31 are suprafața de beton și dimensiunile 6.600 picioare × 100 picioare. Pista 03/21 are suprafața de Iarbă și dimensiunile 4.700 picioare × 75 picioare. 